# Luxeuil-les-Bains
Luxeuil-les-Bains là một xã thuộc tỉnh Haute-Saône trong vùng Bourgogne-Franche-Comté phía đông nước Pháp.